# 송도국제어린이도서관
송도국제어린이도서관은 인천광역시 연수구에 있는 연수구청 산하 도서관이다. 연수구 산하 도서관은 연수청학도서관, 연수어린이도서관, 송도국제어린이도서관, 해돋이도서관, 선학별빛도서관 총 5개 관이다.

## 연혁
송도국제어린이도서관은 2011년 9월 30일 개관하였다. 이후 2012년 연수구내 연수청학도서관이 개관하면서 송도국제어린이도서관은 연수청학도서관의 분관으로 편입되었다.

## 시설현황
송도국제어린이도서관은 새아침공원 내에 위치하고 있으며, 돔 형식의 지붕이 특징이며 어린이자료실, 외국어자료실 등으로 구성되어 있다.
- 1층 어린이자료실, 건강자료실, 엄마랑아기랑(이야기방), 독서교실, 사무실
- 2층 공연장, 글로벌빌리지, 외국어자료실, 독서토론실

## 이용안내

#### 이용시간
- 화, 수, 금, 토, 일요일 10:00 ~ 18:00 / 목요일 10:00 ~ 20:00

## 갤러리

송도국제어린이도서관

## 같이 보기
- 연수청학도서관
- 연수어린이도서관
- 해돋이도서관
- 선학별빛도서관